# 폭로 (2023년 영화)
《폭로》는 2023년에 개봉한 대한민국의 영화이다.

## 캐스팅

### 주연
- 유다인 : 윤아 역
- 강민혁 : 정민 역

### 조연
- 공상아 : 은주 역
- 주보영 : 수아 역
- 정새별 : 이지영 역
- 이소윤 : 민지 역
- 조민욱 : 조 형사 역
- 임승범 : 김홍창 역

### 그 외 출연진
- 진혜린 : 교도관 역